# Prieuré Saint-Martin de Cézas
Le prieuré Saint-Martin de Cézas est un prieuré du XIIe siècle situé à Sumène (hameau de Cézas), dans le département du Gard. 
Il s'agit de la succursale d'une abbaye mère : soit le monastère Saint-Etienne de Tornac, soit Saint-Pierre de Sauve ou encore Saint-Germain de Montaigne sous Alès qui, toutes, possédaient des droits féodaux sur des terres à Cézas. Cette abbaye y implanta quelques moines pour faire fructifier son patrimoine. Le prieuré, entouré d'un cimetière et de terrasses étagées à ses pieds, se compose d'une chapelle romane du XIIe siècle et de bâtiments presbytéraux très vétustes à ses côtés, le tout délimitant une cour intérieure.

## Histoire
Le prieuré a été affecté par les guerres de religion du XVIe siècle, ainsi que la guerre des camisards au XVIIIe siècle. Le mobilier et une partie de la maison presbytérale sont alors brûlés. À la Révolution française, l'église est conservée comme monument, la cure est achetée par le dernier prieur sécularisé, Jacques Roman Aigoin, premier maire élu de la commune. Au XIXe siècle, l'église reste en fonction jusqu'en 1867 et les bâtiments presbytéraux deviennent une ferme qui sera abandonnée au XXe siècle.

## Architecture
La construction est de calcaire et de grès, au toit de lauzes. La partie supérieure de la façade est occupée par un campanile à une seule arcade. Au-dessous, un oculus s'ouvre sur la nef. L'intérieur, très sobre, est constitué d'une nef couverte en berceau. Elle se termine par une abside voûtée en cul de four. Au sol la plupart des dalles anciennes sont restées en place. Outre l'oculus, deux fenêtres situées façade sud éclairent la nef. Vue de l'extérieur, l'abside offre un bel appareil de pierres alternées en calcaire gris et grès brun, qui pourrait être une ébauche de polychromie. Les bâtiments presbytéraux comprennent une partie destinée à l'habitation et des dépendances.